# Wiesbaden-Südost
Südost is een stadsdeel van Wiesbaden. Het ligt in het centrum van deze stad. Met ongeveer 18.000 inwoners is Südost een van de grotere stadsdelen van Wiesbaden. In dit stadsdeel is onder ander het centraal station van Wiesbaden gelegen. 

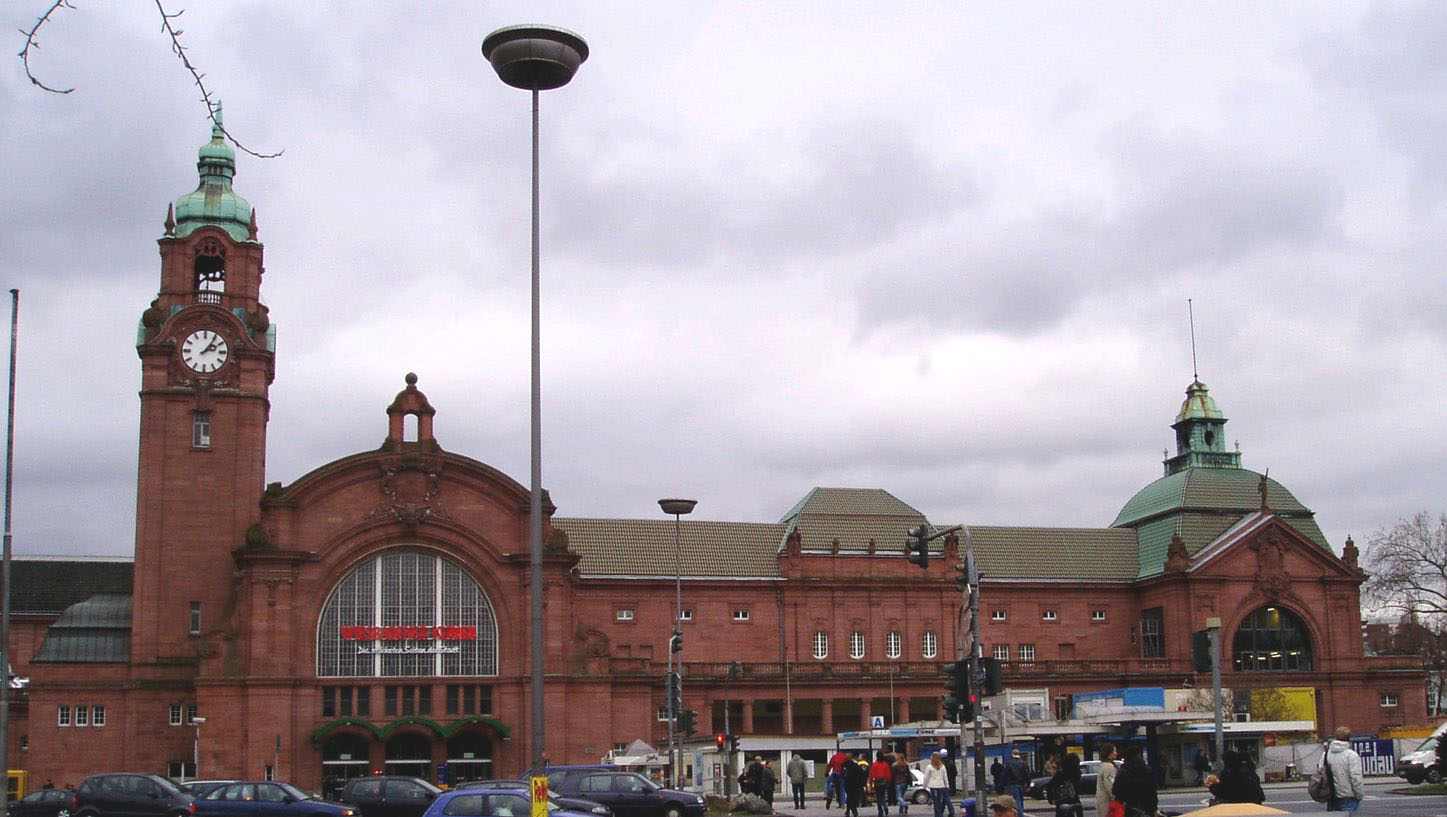
Het centraal station